# Wohlfahrtsausschuss 1918/19
Wohlfahrtsausschüsse bildeten sich Ende 1918, Anfang 1919 nach der Niederlage der Mittelmächte im Ersten Weltkrieg, im Kontext der revolutionären Erhebungen in Deutschland und Österreich. Die Selbstbenennung als „Wohlfahrtsausschuss“, in Anlehnung an die Französische Revolution spiegelt die Selbsteinschätzung der Teilnehmer als revolutionär wider. Dennoch widmeten sich die Wohlfahrtsausschüsse in der Realität oft mehr bloßen Verwaltungsaufgaben, im plötzlich entstandenen politischen Vakuum oder sogar auch der Bekämpfung der Radikalen.

## Städte mit Wohlfahrtsausschüssen 1918/19 (Auswahl)
- Karlsruhe: Der Wohlfahrtsausschuss war die provisorische Regierung von Baden, seit dem 9./10. November 1918.[2] Er wurde auf Initiative des Oberbürgermeisters Siegrist zur Aufrechterhaltung von „Ruhe und Ordnung“ eingesetzt.[3]
- Köln: Der Wohlfahrtsausschuss war ein von Konrad Adenauer initiiertes und geleitetes Entscheidungszentrum, um die Revolution zu organisieren.[4]
- Frankfurt am Main: Der Wohlfahrtsausschuss war hier ein am 8. November 1918[5] gebildeter revolutionärer Verwaltungsrat.
- Füssen: Der am 9. November 1918 gegründete Wohlfahrtsausschuss diente hier der lokalen Verwaltung.[6]
- Graz: Der Wohlfahrtsausschuss diente hier ab 20. Oktober 1918 als Steiermärkische Landesverwaltung.[7]
- Luxemburg: Hier kam es am 9. Januar 1919 zur Konstituierung eines öffentlichen republikanischen Wohlfahrtsausschusses, der erfolglos eine provisorische republikanische Regierung vorbereiten sollte.[8] Die „luxemburgische Republik“ wurde nach sechs Tagen, ohne Unterstützung in der Bevölkerung gefunden zu haben, bereits wieder aufgelöst.